# Nathaniel Prentiss Banks

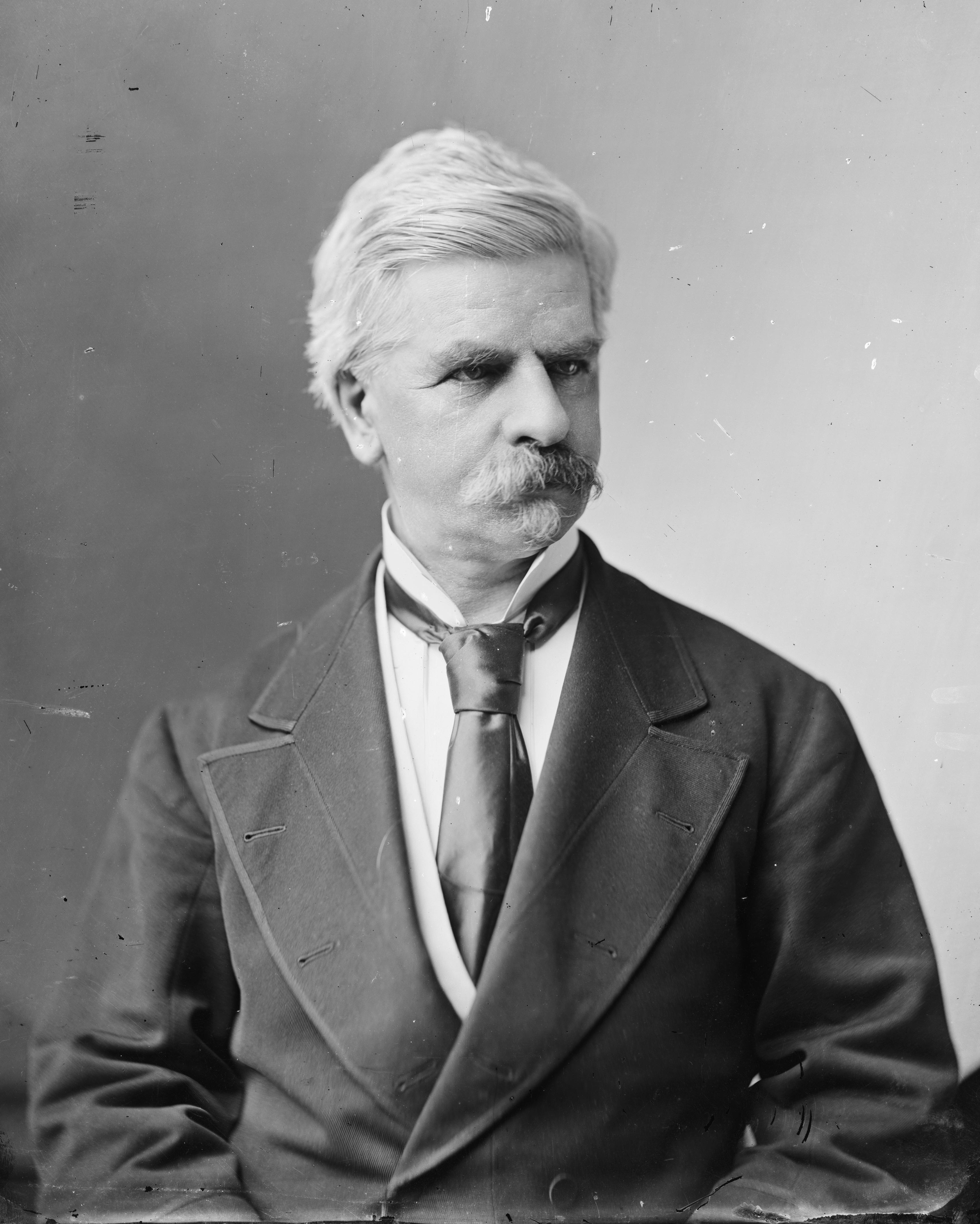
Nathaniel P. Banks

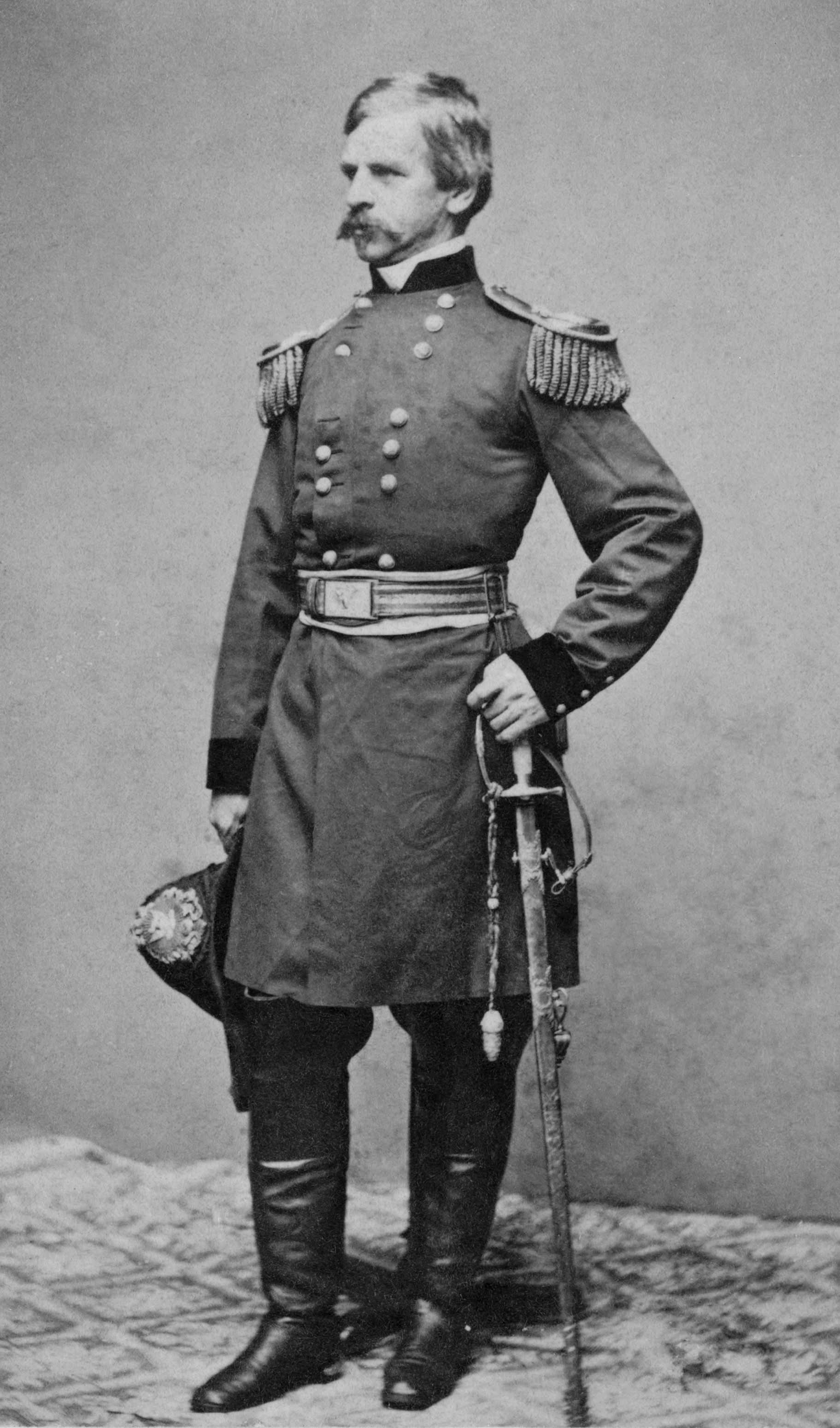
Banks im Sezessionskrieg

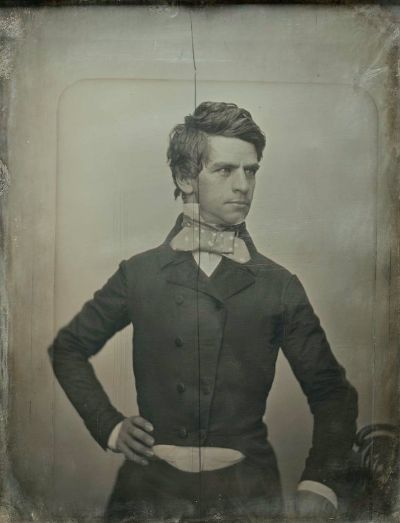
Banks in jungen Jahren

Nathaniel Prentiss Banks, auch Nathaniel Prentice Banks (* 30. Januar 1816 in Waltham, Massachusetts; † 1. September 1894 ebenda), war ein amerikanischer Politiker. Von 1849 bis 1853 war er Mitglied  im Repräsentantenhaus von Massachusetts, von 1853 bis 1857 im amerikanischen Repräsentantenhaus. Danach amtierte er zwischen 1858 und 1861 als der 24. Gouverneur von Massachusetts. 1861 wurde er von Abraham Lincoln während des Amerikanischen Bürgerkriegs zum Generalmajor in der Unionsarmee ernannt und diente dort bis 1865. In der Folge war er mit mehreren Unterbrechungen bis 1891 wieder im amerikanischen Repräsentantenhaus sowie im Senat von Massachusetts aktiv.
Banks gehörte zunächst der Demokratischen Partei an und wurde auch von der Free Soil Party gegen konservative Demokraten unterstützt, wandte sich dann aufgrund seiner Ablehnung gegenüber der Sklaverei der American Party zu, bevor er ab 1855 einer der Initiatoren der Republikanischen Partei wurde und von 1856 bis 1857 mithilfe einer Koalition aus American und Opposition Party, offiziell als Vertreter der American Party firmierend, der erste Sprecher des Repräsentantenhauses aus den Reihen der Republikaner wurde. Zwischenzeitlich schloss er sich aber aufgrund der Radikalität seiner Partei ab 1872 den Liberalen Republikanern an, forderte ein Ende der Reconstruction und Fremdverwaltung der Südstaaten und unterstützte den Präsidentschaftskandidaten Horace Greeley, ehe er 1878 zurückkehrte.

## Jugend und politischer Aufstieg
Banks wuchs ohne höhere Schulbildung auf und arbeitete bereits in jungen Jahren als Bobbin Boy („Spindeljunge“) in einer Baumwollspinnerei. Nach vorübergehenden Tätigkeiten als Maschinenbauer und Zeitungsverleger nahm er ein Jurastudium auf und wurde 1839 als Anwalt zugelassen. Aufgrund seiner energischen Persönlichkeit und seines Rednertalents erlangte er rasch einen gewissen Bekanntheitsgrad, der ihm eine politische Karriere ermöglichte.
Von 1849 bis 1853 saß Banks als Abgeordneter der Demokraten im Repräsentantenhaus von Massachusetts und fungierte dort zeitweise als Speaker, ehe er mit Unterstützung seiner eigenen Partei und der örtlichen Free Soiler ins US-Repräsentantenhaus gewählt wurde und in die Bundespolitik nach Washington ging. Dort machte er sich einen Namen als Gegner der Sklaverei und schloss sich zunächst der American Party, besser bekannt als Know-Nothing-Bewegung, 1855 schließlich den Republikanern an. Mithilfe einer die Sklaverei ablehnenden Koalition, bestehend aus diesen beiden Parteien, den Free Soilers und Sklaverei-ablehnenden Whigs konnte er 1856 gegen den erbitterten Widerstand seiner ehemaligen demokratischen Parteifreunde nach zwei Monaten und 133 Wahlgängen für ein Jahr das Amt des Sprechers des Repräsentantenhauses übernehmen, ehe er 1857 sein Mandat niederlegte, da er zum Gouverneur von Massachusetts gewählt worden war. 1856 lehnte er eine Präsidentschaftskandidatur ab und unterstützte John C. Frémont. Nach Ablauf seiner Amtszeit als Gouverneur bemühte er sich erfolglos um die republikanische Kandidatur für die Präsidentschaftswahl 1860 und übernahm kurzzeitig die Stellung eines Betriebsdirektors der Illinois Central Railroad.

## Bürgerkrieg
Nach Ausbruch des Sezessionskrieges erhielt Banks wie zahlreiche andere Politiker auch von Präsident Abraham Lincoln das Angebot, als Offizier in die Unionsarmee einzutreten. Banks’ Beliebtheit bei der Wählerbasis und sein Organisationstalent wurden sogar so hoch eingeschätzt, dass er mit Wirkung vom 16. Mai 1861 zu einem von zunächst nur drei Generalmajoren des Freiwilligenheeres (Major General of Volunteers) ernannt wurde. Seinen ersten Fronteinsatz erlebte Banks Anfang 1862 als Befehlshaber im Shenandoahtal. Hier wurde er jedoch unter erniedrigenden Umständen von seinem konföderierten Gegenspieler „Stonewall“ Jackson vernichtend geschlagen und musste sich über den Potomac zurückziehen. Auch als Befehlshaber eines Korps der kurzlebigen Army of Virginia unter General John Pope blieb Banks weiterhin glücklos und verlor am 9. August 1862 die Schlacht am Cedar Mountain. An der Zweiten Schlacht von Bull Run nahm sein Korps nicht teil.
Ende 1862 wurde Banks als Nachfolger von General Benjamin Franklin Butler zum Oberbefehlshaber in Louisiana ernannt und begab sich per Schiff nach New Orleans, das sich seit dem Frühjahr in der Hand der Unionstruppen befand. Von hier aus leitete er im Sommer 1863 die Operationen gegen die konföderierte Festung Port Hudson am rechten Mississippi-Ufer, deren Kapitulation er schließlich erzwingen konnte. Damit (und mit dem Fall von Vicksburg wenige Tage zuvor) stand das gesamte Mississippi-Tal unter der Kontrolle der Union, und die Konföderation war in zwei Teile gespalten. Anschließend befehligte Banks eine Expedition an die texanische Küste, um die französischen Interventionstruppen in Mexiko von einer möglichen Invasion abzuhalten.
Anfang 1864 erhielt die von Banks befehligte Golf-Armee den Auftrag, am Red River entlang nach West-Louisiana vorzustoßen und die Stadt Shreveport einzunehmen. Dies entsprach weder dem Wunsch von Banks, der lieber Galveston in Texas erobert hätte, noch den Vorstellungen des neuen Oberbefehlshabers Grant, der die Einnahme der Hafenstadt Mobile für vordringlicher hielt. Das Kriegsministerium erhoffte sich jedoch finanzielle Gewinne durch die zu erbeutende Baumwolle. Banks’ Truppen wurden bei der Ortschaft Mansfield von den Konföderierten unter Richard Taylor geschlagen und mussten trotz eines Achtungserfolges in der Schlacht am Pleasant Hill den Rückzug nach New Orleans antreten. Daraufhin wurde Banks seines Kommandos enthoben und bis zu seiner Ausmusterung im Sommer 1865 nicht mehr im Felddienst verwendet.

## Nachkriegszeit
Von 1865 bis 1873 gehörte Banks erneut als Abgeordneter dem US-Repräsentantenhaus an und diente zeitweilig als Vorsitzender des Auswärtigen Ausschusses. Er befürwortete dabei die Ausdehnung der USA nach Westen und den Ankauf von Alaska. 1872 beteiligte sich Banks an einer innerparteilichen Revolte der Liberalen Republikaner gegen Präsident Ulysses S. Grant und trat für die Aufstellung von Horace Greeley als Präsidentschaftskandidat ein, verlor aber seinen Wahlkreis und musste vorübergehend aus dem Kongress ausscheiden. Er kehrte jedoch 1875 mit der Unterstützung einer Koalition aus Liberalen Republikanern, Demokraten und Arbeitsreformern zurück und gehörte dem Repräsentantenhaus erneut bis 1879 an, als er wieder der Republikanischen Partei beitrat, sich dort aber nicht im Nominierungsprozess durchsetzen konnte. Nach dieser Niederlage wurde er von Präsident Rutherford B. Hayes zum US Marshal für Massachusetts ernannt und verblieb bis 1888 in diesem Amt. Nach einer weiteren, letzten Amtszeit im US-Repräsentantenhaus zog sich Banks 1891 aus der aktiven Politik zurück und starb 1894 in seiner Geburtsstadt.